# Krämer Pferdesport
Die Krämer Pferdesport GmbH & Co. KG ist ein Groß- und Einzelhandelsunternehmen für Pferdesportbedarf mit Hauptsitz in Hockenheim-Talhaus. Das Unternehmen befindet sich seit 1973 im Besitz der Familien Schmeckenbecher und Stricker.

## Geschichte
Das Unternehmen wurde 1967 von Richard Krämer als Sattelversand Krämer Pferdesport in Bad Kreuznach gegründet.
Da Richard Krämer zum Gründungszeitpunkt bereits 65 Jahre alt war, wurde das Unternehmen bereits 1973 an Heinrich Schmeckenbecher verkauft. Der Unternehmenssitz wurde in diesem Zuge in dessen Heimatstadt Hockenheim verlegt. Ab 1985 konzentrierte sich Krämer auf den Versandhandel mit Pferdesportartikeln. Das Veranstalten von Pferdesportmärkten und -messen wurde aufgegeben. 1988 erschien zum ersten Mal ein sog. Hauptkatalog.

## Entwicklung
Im Jahr 1995 wurde ein neues Versandzentrum in Hockenheim gebaut. Gleichzeitig wurden die Versandaktivitäten auf Österreich und Luxemburg ausgeweitet.
2005 wurde das Schweizer Reitsport-Einzelhandelsunternehmen Felix Bühler (heute: Felix Bühler AG) mehrheitlich, aber nicht vollständig übernommen. Die außenstehenden Anteile befanden sich im Besitz des vormaligen Geschäftsführers Andrea Ibernini. Felix Bühler ist Marktführer in der Schweiz und betreibt neben dem Online-Handel auch 16 Filialen in der Schweiz.
Von besonderer Bedeutung für Krämer sind die sog. Mega-Store (Eigenschreibweise: MEGA STORE). Es handelt sich um Gebäude mit ca. 1200 m² Verkaufsfläche, die in autobahnnahen Gewerbegebieten errichtet werden. Mehrere sechseckige Gebäude unterschiedlicher Höhe sind dabei ineinander geschoben. Die Farbe der Dächer ist immer blau. Ein weithin sichtbarer Werbepylon ist Teil des Konzepts. Eine Besonderheit ist, dass man das Pferd zur Anprobe mitbringen kann. Hierzu steht ein entsprechender Außenbereich zur Verfügung.

## Mega-Stores in Deutschland
| Jahr | Nr. | Ort              |      | Jahr | Nr. | Ort          |      | Jahr | Nr. | Ort          |      | Jahr | Nr. | Ort              |
| ---- | --- | ---------------- | ---- | ---- | --- | ------------ | ---- | ---- | --- | ------------ | ---- | ---- | --- | ---------------- |
| (*)  | 1   | Hockenheim       | -    | 2003 | 2   | Florstadt    | -    | 2004 | 3   | Sulzemoos    | -    | 2005 | 4   | Nürnberg         |
| 2006 | 5   | Langenau         | ---- | 2006 | 6   | Heimsheim    | ---- | 2008 | 8   | Irschenberg  | ---- | 2008 | 9   | Neukirchen-Vluyn |
| 2009 | (1) | Hockenheim       | ---- | 2009 | 11  | Mainz        | ---- | 2010 | 12  | Bad Nenndorf | ---- | 2010 | 13  | Schwülper        |
| 2011 | 14  | Henstedt-Ulzburg | ---- | 2011 | 15  | Egestorf     | ---- | 2012 | 16  | Achim        | ---- | 2012 | 18  | Leichlingen      |
| 2013 | 19  | Kleinmachnow     | ---- | 2013 | 20  | Lünen        | ---- | 2013 | 21  | Pentling     | ---- | 2014 | 22  | Bornheim         |
| 2014 | 23  | Ahrensfelde      | ---- | 2015 | 25  | Ettenheim    | ---- | 2015 | 26  | Nossen       | ---- | 2015 | 27  | Neunkirchen      |
| 2016 | 29  | Lohfelden        | ---- | 2016 | 30  | Weiterstadt  | ---- | 2017 | 31  | Türkheim     | ---- | 2017 | 32  | Lengerich        |
| 2017 | 33  | Reinfeld         | ---- | 2018 | 34  | Werneck      | ---- | 2018 | 35  | Mühlhausen   | ---- | 2018 | 36  | Neuhaus am Inn   |
| 2019 | 37  | Kettig           | ---- | 2019 | 39  | Bredenbek    | ---- | 2020 | 40  | Westerstede  | ---- | 2020 | 42  | Paderborn        |
| 2021 | 43  | Schkeuditz       | ---- | 2021 | 44  | Weimar       | ---- | 2022 | 46  | Himmelkron   | ---- | 2022 | 47  | Schermbeck       |
| 2023 | 49  | Dummerstorf      | ---- | 2023 | 50  | Plüderhausen | ---  | 2024 | 51  | Northeim     |      |      |     |                  |

Der Mega-Store Nr. 1 (*)(1) wurde 2009 am Stammsitz in Hockenheim-Talhaus neu gebaut.

## Mega-Stores in Österreich
| Jahr | Nr. | Ort             |      | Jahr | Nr. | Ort   |      | Jahr | Nr. | Ort                  |      | Jahr | Nr. | Ort        |
| ---- | --- | --------------- | ---- | ---- | --- | ----- | ---- | ---- | --- | -------------------- | ---- | ---- | --- | ---------- |
| 2007 | 7   | Wien-Inzersdorf | ---- | 2009 | 10  | Asten | ---- | 2012 | 17  | Feldkirchen bei Graz | ---- | 2014 | 24  | Eibesbrunn |

## Mega-Stores in Frankreich
| Jahr | Nr. | Ort                |      | Jahr | Nr. | Ort         |      | Jahr | Nr. | Ort    |      | Jahr | Nr. | Ort    |
| ---- | --- | ------------------ | ---- | ---- | --- | ----------- | ---- | ---- | --- | ------ | ---- | ---- | --- | ------ |
| 2016 | 28  | Geispolsheim       | ---- | 2019 | 38  | Avrainville | ---- | 2020 | 41  | Seclin | ---- | 2021 | 45  | Serris |
| 2022 | 48  | Les Essarts-le-Roi | ---- |      |     |             |      |      |     |        |      |      |     |        |